# خامه گیاهی
خامه گیاهی یک اصطلاح کلی برای نامیدن هر شبه خامه غیر لبنی است که از یک منبع گیاهی به دست آمده است. در بسیاری از کشورها هیچ تعریف رسمی یا قانونی برای خامه گیاهی وجود ندارد. رایج‌ترین انواع خامه گیاهی، خامه سویا و خامه جو است، اما انواع دیگر آن مانند خامه برنج و فندق نیز وجود دارد. 